# Hospital Municipal de Luxemburg
L'Hospital municipal de Luxemburg (en francès: Hôpital municipal) és el principal hospital de la ciutat de Luxemburg, al sud del Gran Ducat de Luxemburg. Es troba fora de la carretera N6 "Route d'Arlon", a Rollingergrund-Nord Belair, a l'oest de la ciutat. L'hospital forma la major part del Centre Hospitalari de Luxemburg, l'organisme encarregat de l'atenció envers la salut del sector públic a la ciutat de Luxemburg.
Inaugurat el 1976 com a part del Centre Hospitalari, l'hospital posseeix set plantes -una d'elles subterrània- i ofereix tots els serveis d'un hospital general.